# 아산시 을
아산시 을은 대한민국의 국회의원 선거구이다. 충청남도 아산시 일부 지역을 관할한다. 현 지역구 국회의원은 공석이다.

## 역사
대한민국 제20대 국회의원 선거를 앞두고 아산시의 인구 증가로 인해 아산시 선거구가 갑, 을로 분구되면서 신설되었다. 신설 당시 염치읍, 배방읍, 송악면, 탕정면, 음봉면, 둔포면, 영인면, 인주면 일대를 관할하였다.

## 관할 구역
| 대수  | 관할 구역                                                             |
| ----- | --------------------------------------------------------------------- |
| 20대~ | 아산시 염치읍, 배방읍, 송악면, 탕정면, 음봉면, 둔포면, 영인면, 인주면 |

## 역대 국회의원
| 선거   | 정당 | 정당         | 의원   |
| ------ | ---- | ------------ | ------ |
| 2016년 |      | 더불어민주당 | 강훈식 |
| 2020년 |      | 더불어민주당 | 강훈식 |
| 2024년 |      | 더불어민주당 | 강훈식 |
| 2026년 |      |              |        |

## 역대 선거 결과

### 대한민국 제20대 국회의원 선거
|  | 47.61% |

|  | 33.84% |

|  | 18.54% |

### 대한민국 제21대 국회의원 선거
|  | 59.71% |

|  | 40.28% |

### 대한민국 제22대 국회의원 선거
|  | 60.36% |

|  | 39.64% |